# Condado de San Antonio
El Condado de San Antonio es un título nobiliario español creado por la reina Isabel II, con el vizcondado previo de Casa Domínguez, el 26 de agosto de 1847, a favor de Miguel-María Domínguez y de Guevara, Vasconcelos y Pérez de Vargas, Teniente General de los Reales Ejércitos, Senador del Reino, Gran Cruz de la Orden de Carlos III.
El actual titular, desde 1971, es Carlos Martínez de Campos y Carulla, V conde de San Antonio, duque de la Torre, grande de España.

## Condes de San Antonio
|                                | Titular                                                            | Periodo                        |
| Creación en 1847 por Isabel II | Creación en 1847 por Isabel II                                     | Creación en 1847 por Isabel II |
| ------------------------------ | ------------------------------------------------------------------ | ------------------------------ |
| I                              | Miguel-María Domínguez y de Guevara, Vasconcelos y Pérez de Vargas | 1847-1858                      |
| II                             | Antonia Domínguez y Borrell                                        | 1858-1881                      |
| III                            | Francisco Serrano y Domínguez                                      | 1881-?                         |
| IV                             | Carlos Martínez de Campos y Serrano                                | 1943-1971                      |
| V                              | Carlos Martínez de Campos y Carulla                                | 1971-actual titular            |

## Historia de los Condes de San Antonio
- Miguel María Domínguez y de Guevara, Vasconcelos y Pérez de Vargas (1790-1858), I conde de San Antonio.

1. Casó con María Isabel Borrell y Lemus.

Le sucedió, en 20 de octubre de 1858, su hija:
- Antonia María Domínguez y Borrell (1831-1917), II condesa de San Antonio.

1. Casó con Francisco Serrano y Domínguez (1810-1885), I duque de la Torre, grande de España, Regente del Reino (1869-1871), último presidente de la Primera República Española (1874).

Le sucedió, por cesión inter vivos, el 15 de febrero de 1881, su hijo:
- Francisco Serrano y Domínguez (1862-?), III conde de San Antonio, II duque de la Torre, grande de España.

1. Casó con María de las Mercedes Martínez de Campos y Martín de Molina.

Sin descendencia.
Le sucedió, el 4 de mayo de 1956, su sobrino (hijo de su hermana María de la Concepción Micaela Serrano y Domínguez [1860-1941], y del esposo de esta, José Martínez de Campos y Martín de Molina):
- Carlos Martínez de Campos y Serrano (1887-1975), IV conde de San Antonio, III duque de la Torre, grande de España y I conde de Llovera.

1. Casó con María Josefa Muñoz y Roca Tallada.

Le sucedió, por cesión inter vivos, el 17 de abril de 1971, su nieto (hijo de su hijo Leopoldo Martínez de Campos y Muñoz, IV duque de la Torre, grande de España, y de la primera esposa de éste, Mercedes Carulla Rico.):
- Carlos Martínez de Campos y Carulla, V conde de San Antonio, V duque de la Torre, grande de España.

1. Casó con Elizabeth Anne Macintosh.
2. Casó con Cristina de Montenegro y Cavengt.
3. Casó con Marta Arnús de Soto.

Son sus hijas:
1. Del primer matrimonio nació Natalia Martínez de Campos y Macintosh, fallecida en 2010.
2. Del segundo matrimonio nació Carla Martínez de Campos y de Montenegro

Actual titular.